# 科菲非鯽
科菲非鯽，為輻鰭魚綱䲁形目麗魚科的其中一種，被IUCN列為極危保育類動物，分布於非洲賴比瑞亞聖保羅河流域，體長可達16.1公分，棲息在底層水域，生活習性不明。

## 擴展閱讀
維基物種上的相關：科菲非鯽